# 1837

## أحداث
- معركة الحلوة بين القوات المصرية وأهالي حوطة بني تميم وانتهت بانتصار الأهالي.
- تأسيس مدينة سوباتشيوس وتقع حاليا في ليتوانيا.
- تأسيس مدينة غيومري وتقع حاليا في أرمينيا.
- نهاية حرب بادري في 1837 والتي بدأت في 1803.
- 20 يونيو - فيكتوريا تصبح ملكة لبريطانيا.
- هاجم والي بغداد علي رضا باشا مدينة المحمرة ودمرها.
- 13 أكتوبر سقوط مدينة قسنطينة في يد الاحتلال الفرنسي

## مواليد
- مبارك الصباح
- ألويس هتلر
- برغش بن سعيد
- بول شارل مورفي
- جروفر كليفلاند
- جون ألكسندر رينا نيولاندز
- جون بيربونت مورجان
- جيمس فيليب أكلي
- حايم نحوم
- سانيتومي سانجو
- فريدريك باير
- محمد بن داود
- نحميا غرين
- وايلد بيل هيكوك
- وليام هيل
- يوهانس ديديريك فان دير فالس
- آنا فيلوسوفوفا

### يناير
- 12 يناير - لورينزو ييتس، إحاثي وطبيب أسنان أمريكي.

## وفيات
- آدم أفزيليوس
- ألكسندر بوشكين
- تسولتريم غياتسو
- جاكومو ليوباردي
- جون كونستابل
- شارل فورييه
- عمر بن رمضان الهيتي
- غوستاف الرابع أدولف
- علي كاشف الغطاء